# Jessonda
Personnages
- Jessonda, veuve d'un raja (soprano)
- Amazali, sa sœur (soprano)
- Dandau, le grand brahmane (basse)
- Nadori, le jeune brahmane (ténor)
- Tristan d'Acunha, amiral portugais (baryton)
- Pedro Lopez, son bras droit (ténor)

Jessonda est un opéra de Louis Spohr sur un livret d'Eduard Heinrich Gehe.

## Argument
La colonie portugaise de Goa, au début du XVIe siècle.

### Premier acte
Jessonda, la jeune veuve du feu vieux raja, doit le suivre dans sa mort. Le rituel exige qu'elle passe par le bûcher. Le novice Nadori doit la préparer à son destin. Un officier du raja rapporte l'attaque des forces navales portugaises. Les brahmanes font confiance au pouvoir de leurs dieux hindous. Jessonda s'est résignée. Elle se conforme à la volonté des prêtres. Amazali veut sauver Jessonda et demande à Nadori, qui doit mettre le feu, de l'aider.

### Deuxième acte
Tristan rejoint les Portugais. Il est plein de désir pour son amour d'enfance Jessonda. Il croise le cortège de bajaderes avec elle. Il ne la reconnaît pas. Grâce à Nadori, il apprend que c'était Jessonda. Une tentative d'enlèvement du grand brahmane Dandau échoue et une trêve est convenue entre les Portugais et les Indiens. Tristan se retire. Les préparatifs pour la cérémonie du bûcher vont se poursuivre.

### Troisième acte
Même Tristan est résigné. Alors Nadori apporte le message que Dandau veut rompre la trêve et attaquer la flotte portugaise. Nadori est prêt à emmener Tristan et les soldats portugais dans la ville.
Tandis que Dandau veut offrir le sacrifice, un éclair tombe sur la statue de la divinité suprême de Brahma. Les Portugais lancent l'assaut. Dandau prend le poignard et serre Jessonda, mais Tristan peut attraper son amante à la dernière seconde. Enfin, Nadori et Amazali sont unis.

## Histoire
L'opéra Jessonda est une idée de Louis Spohr. Il le crée en 1822. Il prend comme modèle l'opéra Der Freischütz de Carl Maria von Weber, donné en 1821 à Berlin. En tant que nouveau venu dans la musique, il reprend la trame de Weber d'un opéra romantique ressemblant à une pièce avec des chansons.
L'écrivain Eduard Heinrich Gehe s'inspire pour le livret la pièce La Veuve du Malabar (1770) d'Antoine-Marin Lemierre.